# Da capo al segno
У музици segno (итал. segno, читај: сењо, од латинског signum) значи знак за обележавање почетка понављања које свирач или певач мора да изврши. Знак се пише изнад линијског система.
За то се употребљавају следећи знаци (тзв. сења):      или      или    .
Италијанска ознака Da capo користи се као навигациони маркер за понављање свирања нотног текста и значи од почетка (скраћено D.C. изговара се да капо, од почетка).

## D. C. al segno
Da capo al segno  e poi la Coda или скраћено D. C. al segno  e poi la Coda значи: понови од почетка до знака (al segno значи до знака) , а затим пређи на део композиције означен са Coda.